# Mario Benetton
Mario Benetton (né le 1er janvier 1974 à Padoue) est un coureur cycliste italien. Spécialiste de la poursuite par équipes, il a notamment été champion du monde de cette discipline en 1997 à Perth, avec Andrea Collinelli, Adler Capelli et Cristiano Citton.

## Palmarès

### Championnats du monde
- Perth 1997
  -  Champion du monde de poursuite par équipes (avec Andrea Collinelli, Adler Capelli et Cristiano Citton)
- Bordeaux 1998
  -  Médaillé de bronze de la poursuite par équipes

### Coupe du monde
- 1997
  - 2e de la poursuite par équipes à Quatro Sant'Elana
- 1998
  - 1er de la poursuite par équipes à Hyères
- 1999
  - 3e de la poursuite par équipes à Valence
- 2000
  - 1er de la poursuite par équipes à Mexico

### Championnats nationaux
- 1991
  - 3e du championnat d'Italie de course aux points juniors
- 1997
  -  Champion d'Italie de poursuite par équipes
- 2000
  -  Champion d'Italie de poursuite par équipes